# Finn van Breemen
Finn van Breemen (Pijnacker, 25 februari 2003) is een Nederlandse voetballer, die als verdediger speelt bij FC Basel. Hij komt uit de jeugdopleiding van ADO Den Haag.

## Carrière
Van Breemen begon zijn carrière bij de jeugd van ADO Den Haag. In mei 2022 tekende hij een contract bij ADO tot 2024. Op 6 juni 2022 maakte hij in het laatste competitieduel van seizoen 2021/22 zijn debuut in een uitwedstrijd tegen FC Emmen.
Kort na de start van het seizoen 2022/23 sloot hij definitief aan bij de eerste selectie van de Haagse club. Vanaf november 2022 was hij een vaste keuze in de basisopstelling. In februari 2023 werd zijn contract verlengd tot 2026, waarbij ADO Den Haag een optie voor nog een seizoen had. Hij werd aan het einde van het seizoen gekozen tot 'Talent van het Jaar van ADO'.
In de zomer van 2023 maakte Van Breemen een transfer naar FC Basel voor een transfersom van ongeveer een miljoen euro. Hij tekende een contract tot 2027. Bij de Zwitserse club veroverde hij meteen een basisplaats.

## Carrièrestatistieken
| Seizoen        | Club           | Competitie     | Competitie | Competitie | Beker | Beker | Europa | Europa | Totaal | Totaal |
| Seizoen        | Club           | Competitie     | Wed.       | Dlp.       | Wed.  | Dlp.  | Wed.   | Dlp.   | Wed.   | Dlp.   |
| -------------- | -------------- | -------------- | ---------- | ---------- | ----- | ----- | ------ | ------ | ------ | ------ |
| 2021/22        | ADO Den Haag   | Eerste divisie | 1          | 0          | 0     | 0     | –      | –      | 1      | 0      |
| 2022/23        | ADO Den Haag   | Eerste divisie | 18         | 0          | 3     | 0     | –      | –      | 21     | 0      |
| 2023/24        | FC Basel       | Super League   | 30         | 2          | 2     | 1     | 2      | 0      | 34     | 3      |
| 2024/25        | FC Basel       | Super League   | 1          | 0          | 0     | 0     | 0      | 0      | 1      | 0      |
| Carrièretotaal | Carrièretotaal | Carrièretotaal | 50         | 2          | 5     | 1     | 2      | 0      | 57     | 3      |

Bijgewerkt op 31 juli 2024